# Otice
Otice (niem. Ottendorf) – gmina w Czechach, w powiecie Opawa, w kraju morawsko-śląskim. Według danych z dnia 1 stycznia 2012 liczyła 1343 mieszkańców.
W miejscowości jest przystanek kolejowy Otice.